# U-301 (tàu ngầm Đức)
U-301 là một tàu ngầm tấn công  Lớp Type VII thuộc phân lớp Type VIIC được Hải quân Đức Quốc Xã chế tạo trong Chiến tranh Thế giới thứ hai. Nhập biên chế năm 1942, nó đã thực hiện được ba chuyến tuần tra nhưng không đánh chìm được mục tiêu nào. Trong chuyến tuần tra cuối cùng trong Địa Trung Hải, U-301 bị tàu ngầm Anh HMS Sahib đánh chìm về phía Tây Bonifacio, Corse vào ngày 21 tháng 1, 1944.

## Thiết kế và chế tạo

### Thiết kế

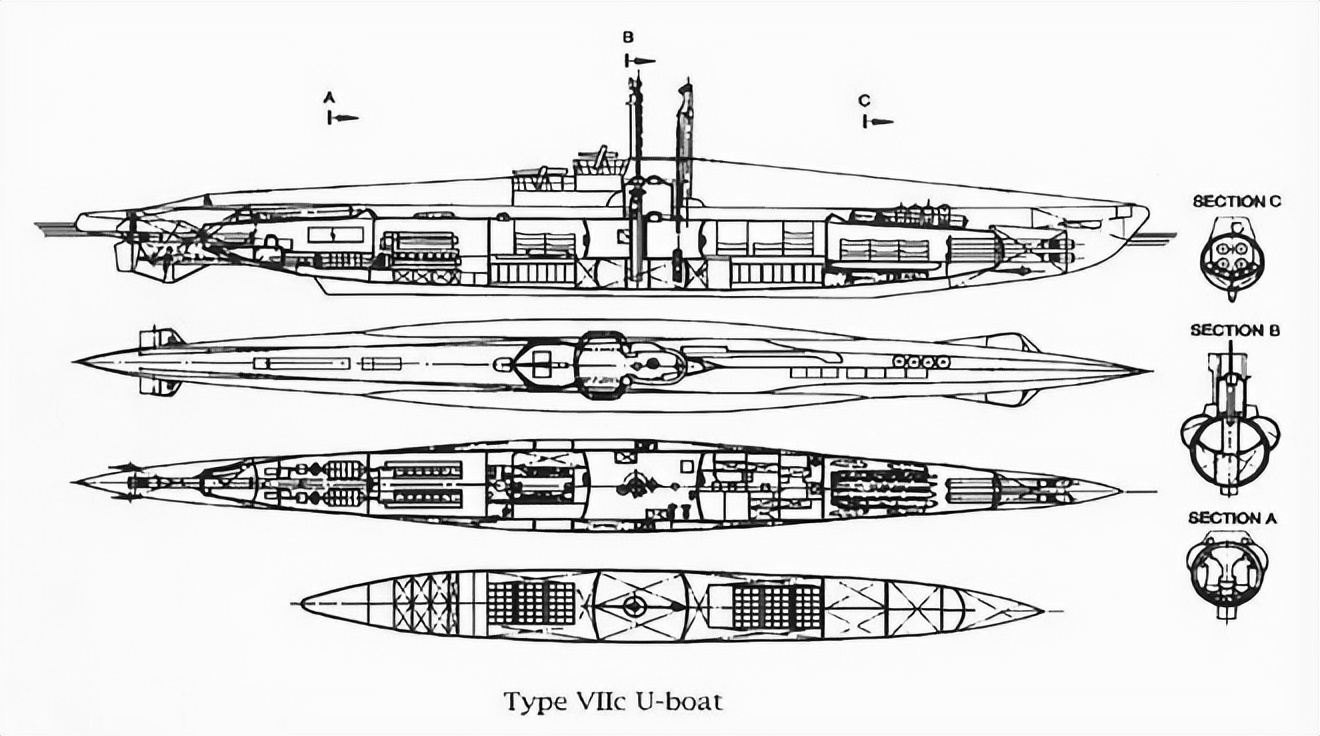
Sơ đồ các mặt cắt một tàu ngầm Type VIIC

Phân lớp VIIC của Tàu ngầm Type VII là một phiên bản VIIB được kéo dài thêm. Chúng có trọng lượng choán nước 769 t (757 tấn Anh) khi nổi và 871 t (857 tấn Anh) khi lặn). Con tàu có chiều dài chung 67,10 m (220 ft 2 in), lớp vỏ trong chịu áp lực dài 50,50 m (165 ft 8 in), mạn tàu rộng 6,20 m (20 ft 4 in), chiều cao 9,60 m (31 ft 6 in) và mớn nước 4,74 m (15 ft 7 in).
Chúng trang bị hai động cơ diesel Germaniawerft F46 siêu tăng áp 6-xy lanh 4 thì, tổng công suất 2.800–3.200 PS (2.100–2.400 kW; 2.800–3.200 bhp), dẫn động hai trục chân vịt đường kính 1,23 m (4,0 ft), cho phép đạt tốc độ tối đa 17,7 kn (32,8 km/h), và tầm hoạt động tối đa 8.500 nmi (15.700 km) khi đi tốc độ đường trường 10 kn (19 km/h). Khi đi ngầm dưới nước, chúng sử dụng hai động cơ/máy phát điện Garbe, Lahmeyer & Co. RP 137/c tổng công suất 750 PS (550 kW; 740 shp). Tốc độ tối đa khi lặn là 7,6 kn (14,1 km/h), và tầm hoạt động 80 nmi (150 km) ở tốc độ 4 kn (7,4 km/h). Con tàu có khả năng lặn sâu đến 230 m (750 ft).
Vũ khí trang bị có năm ống phóng ngư lôi 53,3 cm (21 in), bao gồm bốn ống trước mũi và một ống phía đuôi, và mang theo tổng cộng 14 quả ngư lôi, hoặc tối đa 22 quả thủy lôi TMA, hoặc 33 quả TMB. Tàu ngầm Type VIIC bố trí một hải pháo 8,8 cm SK C/35 cùng một pháo phòng không 2 cm (0,79 in) trên boong tàu. Thủy thủ đoàn bao gồm 4 sĩ quan và 40-56 thủy thủ.

### Chế tạo
U-301 được đặt hàng vào ngày 6 tháng 8, 1940, và được đặt lườn tại xưởng tàu của hãng Flender Werke ở Lübeck vào ngày 12 tháng 2, 1941. Nó được hạ thủy vào ngày 25 tháng 3, 1942,  và nhập biên chế cùng Hải quân Đức Quốc Xã vào ngày 9 tháng 5, 1942 dưới quyền chỉ huy của Hạm trưởng, Đại úy Hải quân Willy-Roderich Körner.

## Lịch sử hoạt động

### 1942
Sau khi hoàn tất việc chạy thử máy và huấn luyện trong thành phần Chi hạm đội U-boat 5, U-301 được điều sang Chi hạm đội U-boat 1 đặt căn cứ tại Brest, Pháp từ ngày 1 tháng 10, 1942 để hoạt động trên tuyến đầu.

#### Chuyến tuần tra thứ nhất
U-301 khởi hành từ cảng Kiel vào ngày 1 tháng 10 cho chuyến tuần tra đầu tiên trong chiến tranh, tiến ra Bắc Hải rồi băng qua khe GIUK giữa các quần đảo Shetland và Faroe để hoạt động tại khu vực Trung tâm Bắc Đại Tây Dương. Cùng các tàu ngầm U-boat khác tham gia bầy sói Südwärts, nó đã tìm cách tấn công Đoàn tàu ON 139 trong các ngày 23 và 24 tháng 10, nhưng đã bị các tàu hộ tống đối phương ngăn chặn.</ref> Nó kết thúc chuyến tuần tra mà không đánh chìm được mục tiêu nào, và đi đến cảng Brest bên bờ Đại Tây Dương của Pháp đã bị Đức chiếm đóng, đến nơi vào ngày 7 tháng 11.

#### Chuyến tuần tra thứ hai
Xuất phát từ cảng Brest, Pháp vào ngày 3 tháng 12 cho chuyến tuần tra thứ hai, U-301 băng qua eo biển Gibraltar được Hải quân Hoàng gia Anh canh phòng nghiêm ngặt để tiến vào Địa Trung Hải. Vẫn không đánh chìm được mục tiêu nào, chiếc tàu ngầm đi đến căn cứ hoạt động mới La Spezia về phía Bắc nước Ý, đến nơi vào ngày 14 tháng 12. Tại đây U-301 được điều sang Chi hạm đội U-boat 29 từ ngày 1 tháng 1, 1943.

### 1943

#### Chuyến tuần tra thứ ba - Bị mất
U-301 khởi hành từ La Spezia vào ngày 20 tháng 1, 1943 cho chuyến tuần tra thứ ba, cũng là chuyến cuối cùng, với dự định sẽ hoạt động dọc theo bờ biển Bắc Phi. Sang ngày hôm sau 20 tháng 1, lúc 08 giờ 48, nó đụng độ với chiếc tàu ngầm Anh HMS Sahib ở vị trí về phía Tây Bonifacio, Corse. Sahib phát hiện tàu ngầm đối phương đang đi trên mặt nước ở khoảng cách 4,5 mi (7,2 km), nên đã di chuyển đến vị trí thuận tiện và rút ngắn khoảng cách xuống còn 2,6 mi (4,2 km). Sahib phóng một loạt sáu quả ngư lôi với giãn cách năm giây, rồi ba phút sau đó đã nghe thấy ba tiếng nổ, và liên lạc bằng vô tuyến của đối phương bị ngắt. Khi tiếp cận hiện trường, Sahib vớt được một người sống sót duy nhất. U-301 bị đánh chìm tại tọa độ 41°27′B 07°04′Đ / 41,45°B 7,067°Đ;
45 trong tổng số 46 thành viên thủy thủ đoàn của U-301 đã tử trận.

### "Bầy sói" tham gia
U-301 từng tham gia ba bầy sói:
- Panther (11 - 16 tháng 10, 1942)
- Puma (16 - 26 tháng 10, 1942)
- Südwärts (24 - 26 tháng 10, 1942)